# Araldo Pirola
Araldo Pirola (Sesto San Giovanni, 14 gennaio 1928) è un ex calciatore italiano, di ruolo difensore.

## Carriera
Giocò per una stagione in Serie A nel Catania.

## Palmarès

### Club

#### Competizioni nazionali
- Serie B: 1

Catania: 1953-1954
- Serie C: 1

Monza: 1950-1951